# Alex Lifeson
Alexander Zivojinovich OC, bättre känd under sitt artistnamn Alex Lifeson ("Lifeson" är en bokstavlig översättning av "Zivojinovich"), född 27 augusti 1953 i Fernie, British Columbia, är en kanadensisk musiker, bäst känd som gitarrist för bandet Rush. 
Som son till de serbiska immigranterna Nenad och Melka Zivojinovich, växte Lifeson upp i Toronto. Lifeson spelar gitarr och komponerar sånger för rockgruppen Rush. Han anses ofta vara en av de mest underskattade rockgitarristerna genom tiderna. Lifesons soloalbum, Victor, släpptes år 1996. 
Utanför musiken äger han en liten design, ingenjörs- och tillverkningsfirma som heter The Omega Concern, som gourmet och kock är han även delägare i Torontorestaurangen The Orbit Room och han innehar även pilotlicens och är en motorcykelfantast.
Tillsammans med sina kolleger Geddy Lee och Neil Peart, dubbades Lifeson till Officer of the Order of Canada den 9 maj 1996. Trion var de första rockmusiker att erhålla utmärkelsen.
2003 spelade han sig själv i en episod av den kanadensiska mockumentärhitten Trailer Park Boys där han kidnappas av Ricky som straff för att de inte lyckats få biljetter, Lifeson bads senare uppträda privat för dessa.
Han var kusin till ishockeyspelaren Peter Zezel.